# Geraldo Vargas Nogueira
Geraldo Vargas Nogueira (Leopoldina, 24 de novembro de 1913 ― Colatina, 22 de agosto de 1972) foi um comerciante, fazendeiro e político brasileiro, por duas vezes deputado estadual pelo estado do Espírito Santo.

## Biografia
Filho de José Salles Nogueira e Júlia Vargas Nogueira. Casou-se com Zilma dos Santos Belo, neta de José Hermann Tautphoeus Bello, pioneiro e um dos fundadores de Colatina.
Estabeleceu-se em Colatina, onde foi comerciante (compra e venda de café) e fazendeiro (cafeicultor e criador de gado). Ingressou no PSP, elegendo-se vereador por dois mandatos sucessivos, em 1951 e 1955.
Em 1959 concorreu, ainda pelo PSP, a deputado estadual, tendo sido eleito com 1.877 votos para a 4ª legislatura e reeleito em 1963, na 5ª legislatura, com 1.821 votos. Em 1966, depois da dissolução dos partidos políticos e a instituição do bipartidarismo pelo Ato Institucional n.º 2, transferiu-se para a ARENA, assim como a maior parte dos políticos do PSP no estado, participando como vogal na primeira Comissão Executiva da ARENA-ES.
Faleceu em Colatina em 22 de agosto de 1972, data de aniversário da cidade, tendo o prefeito, em razão do luto municipal, transferido as celebrações da data de emancipação para a Semana da Pátria.

## Homenagens
Em Colatina, a Escola Estadual de Ensino Fundamental e Médio (EEEFM) Geraldo Vargas Nogueira recebeu esse nome em sua homenagem. A cidade também possui uma rua com seu nome, no bairro Marista.
Em Governador Lindenberg, o estádio do Nacional Futebol Clube, conhecido como Geraldão, tem o nome oficial de Geraldo Vargas Nogueira.